# Rio Groapa Podului
O Rio Groapa Podului é um rio da Romênia, afluente do Vâlcelul Podului, localizado no distrito de Covasna.